# Walther Kranz
Walther Kranz (23 de novembre de 1884, Georgsmarienhütte – 18 de setembre de 1960, Bonn) va ser doctor en filologia clàssica i historiador de la filosofia antiga d'occident.
Kranz va estudiar Filologia Clàssica a la universitat de Berlin entre 1903 i 1907 amb Ulrich von Wilamowitz-Moellendorf, Hermann Alexander Diels i Eduard Norden. Va aconseguir el doctorat el 1910 sota la tutela de Wilamowitz-Moellendorf. Durant diversos anys va ser professor a l'escola experimental Grunewald de Berlin. El 1932 va passar a la Universitat de Halle com a professor honorari en llengües clàssiques (llatí i grec). Va participar en la cinquena edició del llibre de Diels "Die Fragmente der Vorsokratiker" (Els fragments dels presocràtics ") i des d'aleshores el seu nom va acompanyar el de Diels en totes les publicacions posteriors del llibre que, ara es coneix com el "DK".
Amb l'arribada del partit Nazi al poder va passar per dificultats, ja que estava casat amb una dona jueva. El 1937 li va ser negada la llicència per a donar classes, fet pel qual el 1943 va acceptar una invitació per anar a treballar a la universitat d'Istanbul on va estar donant classes fins al 1950. Entre 1950 i 1955 va ser professor honorari a la universitat de Bonn formant part del departament d'Història Antiga. El 1960 va morir a Bonn.

## Obra
- Stasimon. Untersuchungen zu Form und Gehalt der griechischen Tragödie, ed. Weidman, Berlin 1933. (Investigacions sobre la forma i contingut de la tragèdia grega)
- Geschichte der griechischen Literatur. Leipzig 1940 (1998). Colònia, Parkland-Verlag, ISBN 3-88059-949-1 (Història de la literatura grega)
- Die griechische Philosophie: Zugleich eine Einführung in die Philosophie überhaupt, Leipzig, Editorial Dieterich, 1941; 2004 ISBN 3-938484-85-3 (La filosofia grega: Alhora, una introducció a la filosofia en general)
- Studien zur antiken Literatur und ihrem Fortwirken. Heidelberg 1967. (Estudis de la literatura antiga i la seva contínua influència)